# Gobichettipalayam
Gobichettipalayam (tamil: கோபிச்செட்டிப்பாளையம்) är en ort i Indien.   Den ligger i distriktet Erode och delstaten Tamil Nadu, i den södra delen av landet, 1 900 km söder om huvudstaden New Delhi. Gobichettipalayam ligger 220 meter över havet och antalet invånare är 57 527.
Terrängen runt Gobichettipalayam är platt. Runt Gobichettipalayam är det tätbefolkat, med 550 invånare per kvadratkilometer. Gobichettipalayam är det största samhället i trakten. Trakten runt Gobichettipalayam består till största delen av jordbruksmark.